# Nashville Rhythm
I Nashville Rhythm furono una franchigia di pallacanestro della ABA 2000, con sede a Nashville, nel Tennessee.
Creati nell'autunno del 2004 disputarono la stagione 2004-05, terminando con un record di 18-10. Decisero tuttavia di non partecipare ai play-off, e scomparvero al termine della stagione.

## Stagioni
| Stagione | Lega     | Denominazione    | V  | P  | %    | Piazzamento | Play-off |
| -------- | -------- | ---------------- | -- | -- | ---- | ----------- | -------- |
| 2004-05  | ABA 2000 | Nashville Rhythm | 18 | 10 | 64,3 | 3º          | -        |